# Jean-Michel Leniaud
Jean-Michel Leniaud, né le 18 août 1951 à Toulon est un haut fonctionnaire et historien de l'art français. Archiviste paléographe, enseignant-chercheur et inspecteur des monuments historiques, il est directeur de l'École nationale des chartes du 10 août 2011 au 1er septembre 2016.

## Biographie

### Formation
Fils d'un médecin de la marine, Jean-Michel Leniaud naît le 18 août 1951 à Toulon, dans le Var,.
Il fréquente le lycée Gambetta d'Oran, le lycée Pierre-Loti de Rochefort, le lycée Dumont-d'Urville de Toulon et le lycée Pierre-de-Fermat de Toulouse.
Musicien amateur, il suit les cours de la classe d'orgue de Xavier Darasse au conservatoire de Toulouse (1969-1972) et envisage des études de musicologie avant de se réorienter vers l'histoire de l'art. Il poursuit alors des études d'archiviste paléographe à l'École nationale des chartes, dont il sort diplômé en 1976. Sa thèse, Recherches sur Jean-Baptiste Lassus (1807-1857), archéologue et architecte, porte sur Jean-Baptiste Antoine Lassus, dont l’église Saint-Jean-Baptiste de Belleville à Paris est le dernier chantier.
Il est également licencié en histoire et en histoire de l'art, diplômé de l’École pratique des hautes études (1978), docteur d'État en droit (1986) et habilité à diriger des recherches en lettres et sciences humaines (1990).

### Acteur de la conservation du patrimoine (1977-2011)
Jean-Michel Leniaud est un historien connu notamment pour ses travaux sur l’histoire du patrimoine et sur l’histoire de l’architecture.
Inspecteur puis inspecteur en chef (1989) des monuments historiques de 1977 à 1990, il est successivement conservateur régional des monuments historiques pour la région Rhône-Alpes (1979-1983), chef de la division des affaires générales et de la protection des monuments historiques (1983-1986) puis chef de la division du patrimoine mobilier (1986-1990) au ministère de la Culture où il s'occupe, entre autres, de la déconcentration des monuments historiques au niveau régional.
Il se consacre entièrement à la recherche et à l'enseignement depuis 1990, année où il est nommé directeur d'études à l’École pratique des hautes études dans la section des sciences historiques et philologiques. Il enseigne également l’histoire de l’art de l'époque contemporaine à l’École nationale des chartes comme chargé de cours (1991-1996) puis comme professeur (depuis 1996) ; et à l’École du Louvre depuis 2000, où il avait fondé en 1991 la classe préparatoire au concours de conservateur du patrimoine.
En 2003, il est membre de la commission présidée par René Rémond sur la répartition entre l'État et les collectivités territoriales des monuments historiques affectés au ministère de la Culture. Le rapport a été remis le 1er novembre 2003.
Il est membre de la Commission nationale des monuments historiques jusqu'en octobre 2011, de la commission régionale du patrimoine et des sites d’Île-de-France jusqu'en 2012 et de celle de Poitou-Charentes jusqu'en 2016. En mai 2011, il est nommé président du conseil scientifique de l'Institut national du patrimoine, renouvelé en 2017 et en 2020. Il démissionne de cette charge le 31 août 2022. En juin 2019, il est désigné président du conseil scientifique de la Fondation La Sauvegarde de l'art français.
Il est commissaire général de plusieurs expositions : Viollet-le-Duc et le goût des ruines, château de Pierrefonds, 1979-1980, Viollet-le-Duc. les visions d'un architecte, Cité de l'architecture et du patrimoine, 20 novembre 2014 – 9 mars 2015, et La splendeur retrouvée de la basilique Saint-Denis. François Debret (1770-1830), architecte romantique, Centre des monuments nationaux, basilique Saint-Denis, 30 novembre 2018 – 21 novembre 2019,.
Ses recherches portent essentiellement sur l’architecture des XIXe et XXe siècles, sur les institutions artistiques et sur l’histoire religieuse en rapport avec les arts. Il mène également une réflexion sur la notion de patrimoine dans notre société. Il dirige en outre la publication des procès-verbaux de l’Académie des beaux-arts (après 1811), douze volumes parus. Il est jusqu'en 2018 rédacteur en chef de la revue semestrielle Livraisons d’histoire de l’architecture.

### Directeur de l'École des chartes (2011-2016)
Le 10 août 2011, il est nommé directeur de l'École nationale des chartes pour une durée de cinq ans. Pour la première fois un contemporanéiste est appelé à la tête de l'établissement. Il contribue à la modernisation de l'administration et des moyens de communication de l'École, améliore le cursus des études en développant les stages internationaux, pilote le transfert depuis la Sorbonne jusqu'aux deux sites actuels de la rue de Richelieu, consolide la place de l'établissement dans le Campus Condorcet et l'installe au sein de l'Université Paris Sciences et Lettres.

## Publications
- Jean-Baptiste Lassus (1807-1857) ou le temps retrouvé des cathédrales, Paris, Arts et métiers graphiques, coll. « Bibliothèque de la Société française d'archéologie » (no 12), 1980, 296-97 p. (édition de sa thèse de l'École des chartes, soutenue en 1976).
- L'Administration des cultes pendant la période concordataire  (préf. Claude Goyard), Paris, Nouvelles éditions latines, 1988, 428 p. (ISBN 2-7233-0379-9).
- avec Françoise Perrot : La Sainte-Chapelle, Paris, Nathan, Caisse nationale des monuments historiques et des sites, 1991 (réimpr. 2007), 245 p. (ISBN 2-09-241004-0).
- L'Utopie française : essai sur le patrimoine  (préf. Marc Fumaroli), Paris, Mengès, 1992, IV-180 p. (ISBN 2-8562-0321-3).
- avec Chantal Bouchon, Catherine Brisac et Nadine Chaline : Ces églises du XIXe siècle, Amiens, Encrage, coll. « Hier » (no 4), 1993, 270 p. (ISBN 2-906389-42-0).
- Les Cathédrales au XIXe siècle. Étude du service des édifices diocésains, Paris, Economica, Caisse nationale des monuments historiques et des sites, coll. « Histoire », 1993, 984 p. (ISBN 2-7178-2478-2).

une annexe de cet ouvrage a été publiée en ligne : « Répertoire des architectes diocésains du XIXe siècle », sur elec.enc.sorbonne.fr, 2003.
- Viollet-le-Duc ou Les Délires du système, paris, Mengès, 1994, 225 p. (ISBN 2-85620-340-X).
- Les Bâtisseurs d'avenir : portraits d'architectes : XIXe – XXe siècles : Fontaine, Viollet-le-Duc, Hankar, Horta, Guimard, Tony Garnier, Le Corbusier, Paris, Fayard, 1998, 503 p. (ISBN 2-213-60168-2)[23].
- avec Nicole de Blic : L'Hôtel de la préfecture et du conseil général des Yvelines, Versailles  (ill. Daniel Balloud), Paris, Association pour le patrimoine d'Île-de-France, coll. « Itinéraires du patrimoine » (no 246), 2001, 48 p. (ISBN 2-905913-32-0).
- Chroniques patrimoniales, Paris, Norma, 2001, 494 p. (ISBN 2-909283-52-6).
- Fallait-il achever Saint-Ouen de Rouen ? : débats et polémiques, 1837-1852, Rouen, ASI, 2002, 77 p. (ISBN 2-912461-05-7).
- Les Archipels du passé : le patrimoine et son histoire -lieu=Paris, Fayard, 2002, 360 p. (ISBN 9782213611679).
- Notre-Dame de Chartres, Molière, 2006 (BNF 40972773).
- La Sainte Chapelle de Paris, éditions Molière, Les Introuvables du patrimoine, Paris, 2007  (ISBN 978-2-84790-234-1)
- La Révolution des signes : l'art à l'église, 1830-1930, Le Cerf, 2007 (BNF 40968246).
- Vingt siècles d'architecture religieuse en France, SCEREN-CNDP, 2007.
- (mul) La Sainte-Chapelle, Le Patrimoine-Centre des monuments nationaux, 2007 (avec Françoise Perrot) (BNF 41108769).Également édité en anglais.
- Notre-Dame de Paris, Molière, 2008 (BNF 41407563).
- L’Art nouveau, Citadelles et Mazenod, 2009  (ISBN 9782850884436) (BNF 42060716).Traduit en allemand et en russe.
- La Basilique royale de Saint-Denis : de Napoléon à la République, Picard, Paris, 2012  (ISBN 978-2-7084-0919-4) (BNF 42668726).
- La Basilique Saint-Denis, Le Patrimoine-Centre des monuments nationaux, Paris, 2012 (avec Philippe Plagnieux)  (ISBN 978-2-7577-0184-3) (BNF 42620885).
- Napoléon et les Arts, Citadelles et Mazenod, Paris, 2012,  (ISBN 978-2850885358) (BNF 42748877).
- Droit de cité pour le patrimoine, Presses de l'université du Québec, Montréal, 2013, 303 p.  (ISBN 978-2760537545).
- avec Laurence de Finance, Viollet-le-Duc les visions d’un architecte, Paris, Norma, Cité de l’architecture et du patrimoine, 2014, 238 p.
- Introduction à Henri Gaidoz, Saint-Hubert, sa légende, son culte et son action contre la rage, Paris, Montbel, 2018, p. 5-18
- Préface à Étienne-Jean Delécluze, Louis David, son école et son temps, Paris, Les Mondes de l'art, Klincksieck, 2019  (ISBN 978-2-252-04152-9).
- La Cour des comptes au palais d'Orsay. Chronique d'un drame de pierre, Paris, La Documentation française, Comité d'histoire de la Cour des comptes, 2021, 152 p.[24],[25]  (ISBN 978-2-252-04524-4).
- Préface à Adolphe-Napoléon Didron, Histoire de Dieu. Iconographie chrétienne, Paris, Les Mondes de l’art. Klincksieck, 2021  (ISBN 978-2-252-04524-4).
- Architecture au XIXe siècle. Programmes, styles, fantasmes, Rome, Campisano editore, 2021, 317 p.  (ISBN 978-88-85795-48-8)[26].
- La Basilique Saint-Denis et ses chantiers, Paris, Centre des monuments nationaux, Éditions du patrimoine, 2022.  (ISBN 978-2-7577-0665-7)

### Éditions de textes
- avec Bernard Deloche : La Culture des sans-culottes  (préf. Jack Lang), Montpellier, Presses du Languedoc, 1989.
- Saint-Denis, de 1760 à nos jours, Paris, Gallimard-Julliard, coll. « Archives » (no 104), 1996 (ISBN 2-07-073652-0)[27].

### Direction d'ouvrages collectifs
- avec Béatrice Bouvier : Les Périodiques d'architecture. XVIIIe – XXe siècle. Recherche d'une méthodes d'analyse critique (journée d'étude, 2 juin 2000, Paris, Collège de France), Paris, École des chartes, coll. « Études et rencontres de l'École des chartes » (no 8), 2001 (ISBN 2-900791-42-1).
- avec Béatrice Bouvier : Le Livre d'architecture. XVe – XXe siècle : édition, représentations et bibliothèques (journée d'étude, 8-9 novembre 2001, Paris, Collège de France), Paris, École des chartes, coll. « Études et rencontres de l'École des chartes » (no 11), 2002, 335 p. (ISBN 9782900791530).
- Architecture, institutions et services publics, École pratique des hautes études, 2003 (éd.).
- Des palais pour les livres : Labrouste, Sainte-Geneviève et les bibliothèques (dir.), éd. Maisonneuve et Larose, 2003,  (ISBN 9782706816376)
- Les Rivieras de Charles Garnier et Gustave Eiffel : le rêve de la raison, Imbernon, 2004 (en coll.) (BNF 39298081).
- Le Palais de l'Institut : du collège des Quatre-Nations à l'Institut de France : 1895-2005, Nicolas Chaudun, 2005 (en coll.) (BNF 40042331).
- Entre nostalgie et utopie. Réalités architecturales et artistiques aux XIXe et XXe siècles, Bibliothèque de l'École des chartes, CLXIII, 1, 2005.
- (mul) Avec Bénédicte Savoy, 5, Pariser Platz à Berlin : une ambassade de légende, Paris, Éditions internationales du patrimoine, coll. « Résidences de France », 2010, 65 p. (ISBN 978-2-9534330-2-9, SUDOC 153805188)Également édité en allemand.
- Le Quai d'Orsay : ministère des affaires étrangères (avec Jean Fouace et Gilles Stassart, photogr. Philippe Abergel, préf. Henri Loyrette), Paris, Éditions internationales du patrimoine, 2014  (ISBN 979-10-90756-08-3).
- L'École des chartes et sa "Grande Guerre" : servir la nation par la politique et par l'histoire, codirigé avec Michel Pastoureau, Paris, École nationale des chartes, Éditions des cendres, 2015  (ISBN 978-2-86742-242-3).
- L’Opéra Garnier. Un palais pour la musique et la danse, avec Audrey Gay-Mazuel et Delphine Pinasa, photographies de Marc Walter, préface de Stéphane Lissner, Swan éditeur/Opéra national de Paris, 2018  (ISBN 979-10-97529-03-1).
- La Demeure en France. L'art de vivre heureux, avec Anne-Marie Royer-Pantin et Jean-Baptiste Rendu, préface de Philippe Toussaint, Paris, éditions de l'Esplanade, 2018  (ISBN 979-10-95551-03-4).
- Le Châtelet. Un théâtre pour Paris, avec Philippe Pumain et la collaboration de Christian Laporte, maquette de Marc Gierst, photographies de Luc Boegly, préface de Thomas Lauriot dit Prévost et Ruth Mackenzie, Bruxelles, AAM Éditions, 2019, 224 p.
- Préface à Les Cathédrales d’Arras du Moyen Âge à nos jours, Actes du colloque des 4, 5 et 6 octobre 2017, sous la direction de Laurence Baudoux-Rousseau et Delphine Hanquiez, Université d’Artois, Aire-sur-la-Lys, 2020, ateliersgalerieéditions  (ISBN 978-2-916601-48-9).
- Eugénie. L’Impératrice architecte, avec Marie-France Lecat, Bruxelles, AAM Éditions, 2021  (ISBN 978-2-87143-380-4).
- Champs-Élysées. 1900-1930. Art nouveau. Art déco, avec Maurice Culot, Charlotte Mus et al., préface de Nadine de Rothschild, Bruxelles, AAM Éditions, 2021  (ISBN 978-2-87143-391-0).
- Les Résurrections de Notre-Dame de Paris. Histoire, chantiers, ferveur, La grâce d’une cathédrale, Paris, éditions Place des Victoires, Paris, 2024

## Distinctions

### Décorations
- Officier de la Légion d'honneur[6]
- Commandeur de l'ordre national du Mérite ( 2019[28])
- Commandeur de l'ordre des Palmes académiques[6]
- Commandeur de l'ordre des Arts et des Lettres[6]

### Prix
- Prix Lasalle-Serbat[29] de la Société de l'École des chartes (1976)
- Prix Chaix-d'Est-Ange de l'Académie des sciences morales et politiques et prix d'histoire de l'architecture de l'ordre des architectes d'Île-de-France[30] pour Les Cathédrales au XIXe siècle (1993)
- Médailles d'argent du prix Eugène-Carrière[31] de l'Académie française pour Les Bâtisseurs d'avenir (1999) et pour Charles Garnier (2004)
- Prix Bernier[32] de l’Académie des beaux-arts pour Les Rivieras de Charles Garnier et Gustave Eiffel (2007)
- Prix Houllevigue de l'Académie des beaux-arts pour L'Art nouveau (2009)[33]